# Mallosia brevipes
Mallosia brevipes es una especie de escarabajo longicornio del género Mallosia, tribu Phytoeciini, subfamilia Lamiinae. Fue descrita científicamente por Pic en 1897.

## Descripción
Mide 27-35 milímetros de longitud.

## Distribución
Se distribuye por Irán.